# Madżid ibn Sa’id
Madżid ibn Sa’id al-Busa’idi (arab. ماجد بن سعيد البوسعيدي, Mājid ibn Saʿīd al-Būsaʿīdī; ur. 1834, zm. 7 października 1870) – pierwszy sułtan Zanzibaru od 19 października 1856 roku aż do swojej śmierci.

## Życiorys
Był piątym synem (z 37 dzieci) władcy Omanu, Maskatu i Zanzibaru, Sa’ida ibn Sultana. Jego ojciec przeniósł stolicę swego państwa z Maskatu do Stone Town na Zanzibarze. Wobec ogromnej liczby potomków po jego śmierci w dniu 4 czerwca 1856 roku rozgorzały między nimi walki o władzę w państwie. Ostatecznie władcą Omanu i Maskatu został drugi najstarszy z braci, Suwajni ibn Sa’id (później jednym z jego następców został czwarty co do starszeństwa brat Turki ibn Sa’id).

## Panowanie
Madżid objął władzę nad wyspą Zanzibar, Pemba i częścią afrykańskiego wybrzeża należącego dziś do Tanzanii. Do 1 lipca 1857 roku faktyczna władza spoczywała w rękach brytyjskiego dyplomaty Atkinsa Hamerona. Po jego śmierci Madżid uciekł z obawy o próbę obalenia. 28 lipca 1858 roku powrócił na statku razem z brytyjskim ministrem Christopherem Palmerem Rigbym (1820-86), który pomógł mu pokonać sułtana Omanu i zarazem brata, Suwajnego ibn Sa’ida. Arbitraż Lorda Canninga, wicekróla Indii Brytyjskich potwierdził prawa Madżida do tronu. Nie powstrzymało to jednak jego rodzeństwa przed kolejnymi próbami zamachu stanu – młodszy brat Barghasz próbował go nieskutecznie obalić w 1860 roku. Poskutkowało to uwięzieniem brata, przyszłego sułtana (1888-90), Chalify ibn Sa’ida, którego uwolnił dopiero Barghasz. Ostatecznie w 1861 roku potwierdzono rozdzielność tronów omańskiego i zanzibarskiego. Władca Zanzibaru był jednak zmuszony do płacenia corocznego trybutu bratu w wysokości 40 tys. talarów (aż do momentu, gdy Suwajni został zamordowany przez swego syna, Salima ibn Suwajniego, w 1866). Przez całe panowanie pozostawał pod wpływem rozrzutnego doradcy Sulajmana ibn Alego. Brytyjskie wpływy, które były decydujące dla Madżida, by pozostać na tronie, reprezentowali konsulowie Pella Lewis (1860–1862), Robert Lambert Playfair (1862-1865) i Henry Adrian Churchill (1865-70). W 1866 roku Madżid przeniósł przejściowo stolicę do Dar es Salaam (dosł. dar pokoju) na kontynencie, które szybko stało się z małej wsi potężnym miastem.

## Życie prywatne
Z małżeństwa z czerkieską nałożnicą Sarą narodziła mu się tylko jedna córka, Sajjida Chanfura bint Madżid, która wyszła za siódmego sułtana Zanzibaru i jej kuzyna, Hammuda ibn Muhammada. Wobec braku męskiego potomka, następcą Madżida został jego brat Barghasz ibn Sa’id.

## Kwestia niewolnictwa
Jego panowanie obrosło w niesławę w związku z jego zaangażowaniem w handel niewolnikami z Afryki – sprzeciwił się mu później jego następca Barghasz, który zarzucili tę praktykę pod naciskiem brytyjskiego protektoratu.